# بیگم‌آباد بودانا
بیگم‌آباد بودانا (به انگلیسی: Begumabad Budhana) یک منطقهٔ مسکونی در هند است که در شهرستان قاضی‌آباد واقع شده‌است.

## خصوصیات
بیگم‌آباد بودانا  ۱۶٬۲۴۸ نفر جمعیت دارد.